# Welsh National Opera

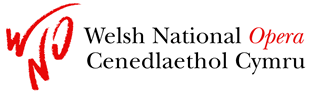
Logo der Welsh National Opera

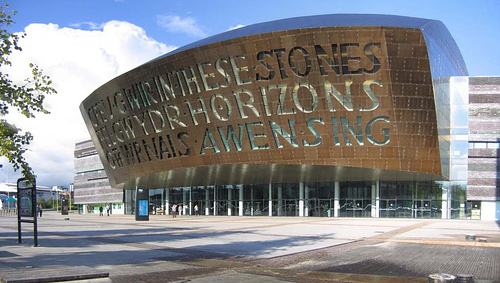
Das Wales Millennium Centre in Cardiff, Sitz der Welsh National Opera

Die Welsh National Opera (WNO) (walis.: Opera Cenedlaethol Cymru) ist eine Operngesellschaft, die 1946 in Cardiff, Wales gegründet wurde. Sie setzt sich aus einem Orchester (The Orchestra of Welsh National Opera) und einem professionellen Chor (The Chorus of Welsh National Opera) zusammen.
Die Gesellschaft gibt jährlich 120 Aufführungen von acht Opern und führt Tourneen in Großbritannien durch. Die jährliche Zuschauerzahl in den Aufführungsorten Cardiff, Bristol, Birmingham, Liverpool, Llandudno, Oxford, Milton Keynes, Plymouth, Southampton und Swansea beläuft sich auf über 150.000. Seit 2004 ist die Gesellschaft im Wales Millennium Centre in Cardiff ansässig und nutzt das Gebäude für ihre Aufführungen.
Die meisten Opernproduktionen der Gesellschaft wurden zunächst in englischer Übersetzung aufgeführt, ab 1970 auch in der Originalsprache mit Übertiteln. Zu den früheren musikalischen Leitern der Gesellschaft zählen Vilém Tauský, Warwick Braithwaite, Sir Richard Armstrong sowie Sir Charles Mackerras. Langjähriger Dirigent der Oper war auch Martin André. Musikalischer Leiter war von 2009 bis 2016 Lothar Koenigs.
2015 erhielt die Welsh National Opera den  International Opera Award für den besten Chor.